# Stagonospora procerula
Stagonospora procerula är en svampart som beskrevs av Petr. 1950. Stagonospora procerula ingår i släktet Stagonospora och familjen Phaeosphaeriaceae.   Inga underarter finns listade i Catalogue of Life.